# Within Temptation
Vous lisez un « bon article » labellisé en 2021.
Within Temptation est un groupe néerlandais de metal symphonique. Le groupe est créé en 1996 par la chanteuse Sharon den Adel et le guitariste Robert Westerholt. Leur musique est décrite comme du metal symphonique, bien que leurs premiers albums, comme Enter, soient catégorisés metal gothique. Sharon den Adel décrit la musique du groupe comme étant du rock symphonique aux influences variées.
Après la parution de leur premier album, Enter, le groupe devient connu de la scène underground néerlandaise. Ce n'est qu'à partir de 2001 qu'il se popularise auprès d'un public plus large, avec le single Ice Queen issu de l'album Mother Earth, qui atteint la deuxième place des classements. Dès lors, le groupe remporte le Conamus Exportprijs pendant quatre années d'affilée. Leurs albums suivants The Silent Force et The Heart of Everything débutent à la première place des classements musicaux néerlandais. En 2008, ils font paraître un DVD live et CD, Black Symphony, enregistré au Metropole Orchestra. Dans le cadre d'une de leur tournée acoustique, en 2009, le groupe fait sortir l'album live An Acoustic Night at the Theatre. Le cinquième album du groupe, The Unforgiving, est commercialisé en mars 2011, en parallèle à une série de comics et de courts-métrages. Le 13 novembre 2012, le groupe célèbre sa quinzième année d'existence lors d'un grand événement appelé Elements au palais des sports d'Anvers. Leur sixième album, Hydra, est commercialisé le 22 janvier 2014 au Japon, le 31 janvier en Europe et le 4 février aux États-Unis. Plusieurs artistes comme Tarja Turunen, Howard Jones, Dave Pirner et Xzibit collaborent pour son élaboration. Le 1er février 2019 sort Resist, le septième album studio du groupe. Cet album est influencé par d'autres styles musicaux tels que l'industriel et l'EDM. Après la sortie de plusieurs singles, le groupe publie en 2023 Bleed Out un album qui aborde de nombreux thèmes politiques. En 2016, le groupe avait déjà vendu plus de 3,5 millions d'albums dans le monde.
En tant que groupe reconnu et apprécié pour sa polyvalence musicale, Within Temptation remporte un certain nombre de récompenses ; leurs enregistrements se sont vendus à près de 3 millions d'exemplaires sur le plan international.

## Biographie

### Débuts et tournée internationale (1996-1999)

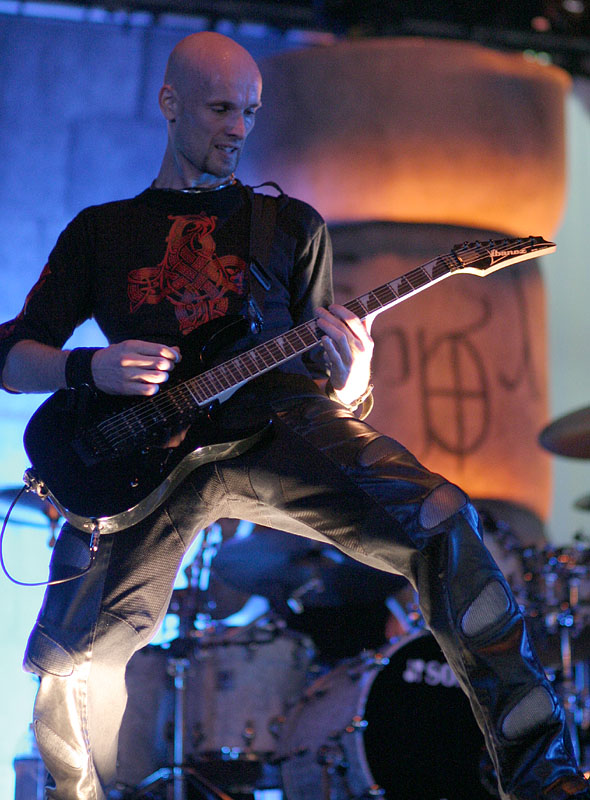
Robert Westerholt crée en 1992 The Circle avant Within Temptation.

En 1992, le guitariste néerlandais Robert Westerholt décide de former son propre groupe. Influencé par la musique de Tori Amos et de Paradise Lost, Westerholt commence à composer et écrire ses propres chansons avec son frère, le claviériste Martijn Westerholt. Les deux frères forment un groupe appelé The Circle, et fin 1992, leurs premier disque, Symphony No. 1, est publié. Peu après la parution de l'album le chanteur, Ernst van der Loo, et l'un des guitaristes, Arijan Groenedijk, décident de quitter le projet. Par la suite, ils sont rejoints par la chanteuse Carmen van der Ploeg et le bassiste Jeroen van Veen. Le groupe devait bénéficier d'un contrat de management mais mécontents des termes de l'accord, plusieurs des membres du groupe démissionnent, et The Circle se dissout. Le groupe se renomme ensuite en Voyage et fait paraître un album, Embrace, avant de se séparer.
En poursuivant ses études, Robert Westerholt rencontre, au printemps 1996, la jeune chanteuse Sharon den Adel. Après avoir assisté à l'une des répétitions du groupe dont den Adel faisait partie, le guitariste lui propose de le rejoindre dans un nouveau projet,. Rejoint par le guitariste Michiel Papenhove, le claviériste Martijn Westerholt et le batteur Ivar de Graaf, le groupe se nomme Within Temptation. Après avoir organisé des sessions d'enregistrement au Moskou Studios dans la ville d'Utrecht, le groupe enregistre quelques démos. Dès qu'une des démos parvient à DSFA Records, la maison de disque voit tout de suite le potentiel du groupe et leur propose une offre. Une semaine après avoir obtenu le contrat, les membres du groupe commencent à travailler sur leur premier album,.
Après trois semaines d'enregistrement et de mixage, le premier album studio du groupe, Enter, est terminé. Dans une interview accordée au magazine néerlandais Starfacts, Robert Westerholt déclare que le processus d'impression du disque a été « une expérience agréable et très professionnelle ». Enter sort le 7 avril 1997, précédé par la sortie du premier single du groupe, Restless. L'album est acclamé par les critiques pour le chant « velouté » de Sharon den Adel, ainsi que pour les orchestrations spécifiques à la musique metal, influencées par les styles gothique et symphonique,,,,. Les critiques saluent le duo vocal entre Robert Westerholt (voix growl) et Sharon den Adel (soprano), « qui vous ramène à Theatre of Tragedy ou à Orphanage, mais les claviers et les orchestrations donnent aux morceaux une teinte plus symphonique ».
Le groupe démarre ensuite une tournée à travers le pays, après s’être produit au Dynamo Open Air, l'un des plus grands festivals heavy metal des Pays-Bas à Eindhoven. La même année, le groupe entame une tournée internationale en Allemagne et en Autriche. Par la suite Ivar de Graaf quitte le groupe et est remplacé par Ciro Palma,. En 1998, le groupe continue ses tournées activement, à tel point que, cette année-là, leur seconde présence au festival d'Eindhoven les présente en tant que tête d'affiche. Toutefois, le groupe n'a pas encore l'intention de produire un nouvel album, et décide donc, pour satisfaire l'attente des fans, de produire un EP, The Dance, qui sort le 21 juillet 1998. L'EP contient plusieurs nouvelles chansons telles que The Dance et The Other Half (of Me), ainsi que des versions remixées de morceaux de Enter : Restless, Candles et Pearls of Light.
Les membres du groupe vont finalement prendre une année sabbatique en 1999, leur permettant de créer leur propre studio tout en se réservant du temps pour leur vie privée et leur études, avec toujours dans l'esprit de retourner sur la scène l'année suivante.

### Mother Earthet percée internationale (2000-2003)

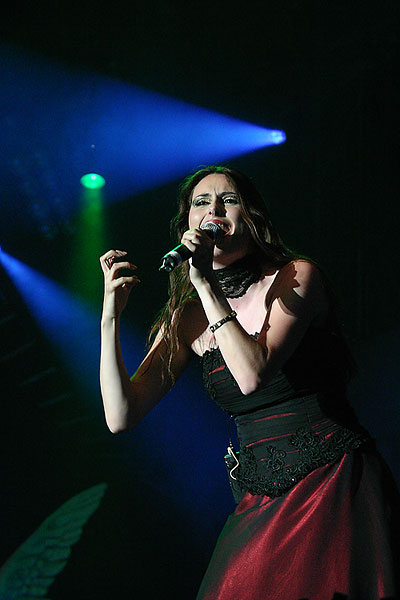
À partir de Mother Earth, Sharon den Adel devient l'unique chanteuse du groupe.

L'année 2000 est riche en évènements pour le groupe, qui reprend ses tournées et participe à trois festivals néerlandais : Waterpop, Bospop et Lowlands. Parallèlement, ils achèvent l'enregistrement de leur deuxième album studio, Mother Earth qui sort le 1er décembre via DSFA Records. Avec la sortie de cet album, le groupe privilégie une approche plus symphonique du metal gothique, Robert Westerholt abandonne ses passages vocaux au profit de la voix de Sharon den Adel, de plus en plus appréciée,. L'album reçoit des critiques extrêmement favorables, Allmusic en conclut : « Mother Earth est un album marquant qui établit de nouvelles normes en matière de créativité, de musicalité et de goût — non seulement pour le metal, mais pour tous les autres genres, ». Mother Earth est nommé « album du mois » par les magazines OOR, Aardschok et Music Maker, et le magazine Aloha voit Within Temptation comme un groupe sur le point de percer,. La qualité du disque est confirmée par son succès commercial, l'album étant régulièrement en tête des classements du Benelux. Mother Earth est certifié disque de platine aux Pays-Bas, avec 70 000 exemplaires vendus, et est certifié disque d'or en Belgique, avec 25 000 copies vendues. Au cours de la saison 2001-2002, le groupe se produit de manière intensive en Europe continentale, l'une de ses apparitions les plus réussies étant celle sur la scène du festival Pinkpop devant 100 000 spectateurs.
Un premier single est tiré de cet album, Our Farewell, et est d'abord sorti sans recevoir de grands échos, suivi de Ice Queen et Mother Earth qui rencontrent, par contre, un grand succès en 2001, relançant alors l'album qui terminera finalement l'année à la deuxième place des classements musicaux néerlandais,,,,. L'année 2001 voit aussi de nombreux changements dans la formation : Ruud Adrianus Jolie vient renforcer les guitares, le batteur De Graaf est remplacé par Stephen van Haestregt, et Martijn Westerholt, souffrant d'une mononucléose infectieuse — mais qui fondera finalement son propre groupe Delain —, laisse sa place à Martijn Spierenburg.
Le groupe va s'épanouir et programmer un premier concert en France ainsi qu'à Mexico, au Mexique. Ils reçoivent leur première récompense, la Harpe d'argent néerlandaise. Ils assureront les premières parties de la tournée de Paradise Lost en 2003, et ressortiront leur album Mother Earth chez Gun Records, maison de disque ayant une meilleure présence sur le continent européen, leur permettant d'obtenir un succès sans précédent en Allemagne (no 7 des classements). La réédition de Ice Queen est également très bien accueillie et devient disque d'or au Benelux,. À la suite du succès grandissant du groupe, et dans l'attente de la sortie d'un nouvel album, le groupe enregistre une reprise du titre Running Up that Hill de Kate Bush, qui parait uniquement en single. La reprise arrive dans les charts néerlandais à la 9e place avant d'atteindre la 7e place la semaine suivante,. L'année se conclut à nouveau par une grande participation du groupe à des festivals aux Pays-Bas ainsi que par leur nomination aux Edison Awards pour leur DVD Mother Earth Tour.

### The Silent Force(2004-2006)

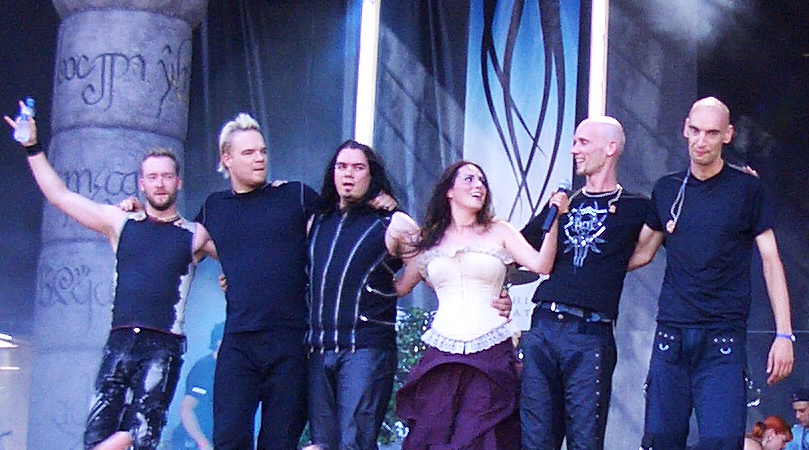
Le groupe participe à de nombreux festivals européens, qui conduiront à leur popularisation massive.

En 2004, Within Temptation travaille sur l'enregistrement de leur troisième album avec le producteur Daniel Gibson. Le groupe s'associe avec plusieurs studios en Belgique, aux Pays-Bas et en Suède ; et part en Russie pour enregistrer les chœurs et les orchestrations avec à leur disposition 80 musiciens. The Silent Force sort le 15 novembre 2004 dans toute l'Europe. L'album s'éloigne de la musique metal pour se rapprocher d'un genre proche du pop rock. Bénéficiant d'une forte promotion de la part de Gun Records, l'album connait un succès commercial instantané et se retrouve directement à la première place aux Pays-Bas, en étant certifié disque de platine en 2006 avec 80 000 ventes,,. Il atteint les classements de nombreux pays européens et se certifie, dans les trois semaines suivant sa sortie, disque d'or en Belgique et en Allemagne,,,,. Début 2005, l'album recense 400 000 exemplaires vendus rien qu'en Europe. Pour la promotion de l'album, le groupe entame une nouvelle tournée internationale en 2005, comprenant notamment leur premier concert au Royaume-Uni (Londres) et un show à Dubaï. L'album est également promu par la sortie des singles Stand My Ground, Memories et Angels, trois compositions qui ont été très appréciées du public et qui se sont également classées en tête des charts européens,,. Les deux premiers titres, Stand My Ground et Memories, rencontrent de très grand succès et sont propulsés aux Edison Awards. Le premier est utilisé dans la bande-annonce d'un film, Blood and Chocolate. Bien que The Silent Force soit apprécié par les fans de Within Temptation en Europe et qu'il se soit vendu à plus de 650 000 exemplaires, les critiques restent mitigées ; si certains louent la mélodie et le côté dramatique du disque, d'autres blâment la décision du groupe d'adopter un style commercial « proche de la pop musique ».

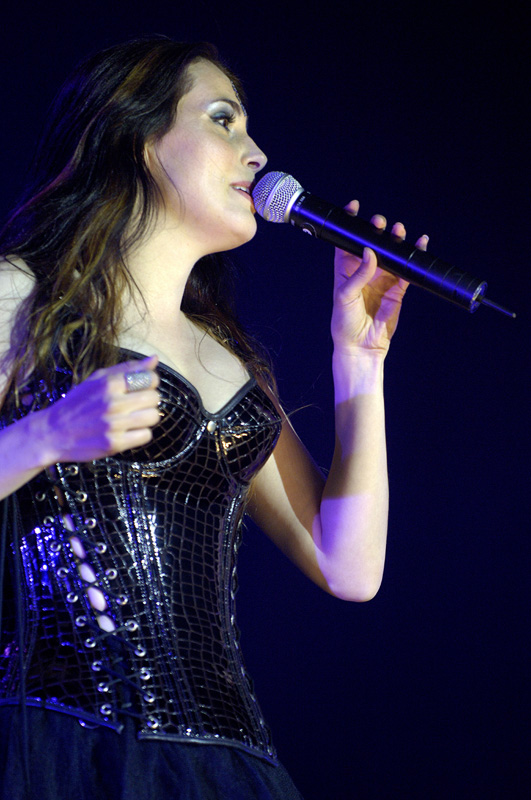
Sharon den Adel en juillet 2006 au festival de Dour.

Tout au long de l'année 2005, le groupe donne de nombreux concerts et assure les premières parties de plusieurs concerts européens d'Iron Maiden et de Rammstein. Within Temptation remporte un prix aux World Music Awards, dans la catégorie « Artiste néerlandais ayant le plus de succès au niveau international », triomphe aux galas Conamus et Edison, et est récompensé aux TMF Awards. Au cours de l'été 2005, le groupe signe avec Roadrunner Records, avec qui la maison de disques s'engage à promouvoir les albums du groupe en Angleterre, en Australie et au Japon. À la fin de la même année nait la fille de Sharon den Adel et Robert Westerholt, permettant au groupe de faire une pause.
Fin 2005 sort un nouveau double DVD live The Silent Force Tour. Le premier DVD présente leur concert évènement à Java-eiland, ainsi que des extraits de concerts tirés de festivals et les clips de Stand My Ground, Memories et Angels. Le deuxième DVD contient de nombreux bonus, des making-of de l'album et des clips, des interviews et des extraits d'apparitions télévisées du groupe ainsi que de nombreuses vidéos backstage. Une édition limitée sort également, comprenant en plus le CD live correspondant au concert de Java-eiland (sans les titres Aquarius et Caged, qui sont néanmoins édités par la suite sur CD, en pistes bonus sur le maxi single de What Have You Done). Entre-temps, le groupe joue pour le jeu vidéo Knights of the Temple: Infernal Crusade commercialisé en mars 2006. Au cours de l'année 2006, le groupe déclare participer à plus de 20 festivals.
En janvier 2006, Within Temptation emporte le Dutch Pop Prize (meilleure contribution pop néerlandaise) et le Dutch Export Prize (meilleure vente d'un groupe néerlandais hors des frontières néerlandaises). Le groupe affirme être très occupé par la réalisation de leur prochain album, ce pourquoi leur présence en festivals va être réduite (mais leur tournée internationale aura bien lieu).

### The Heart of Everything(2007-2010)

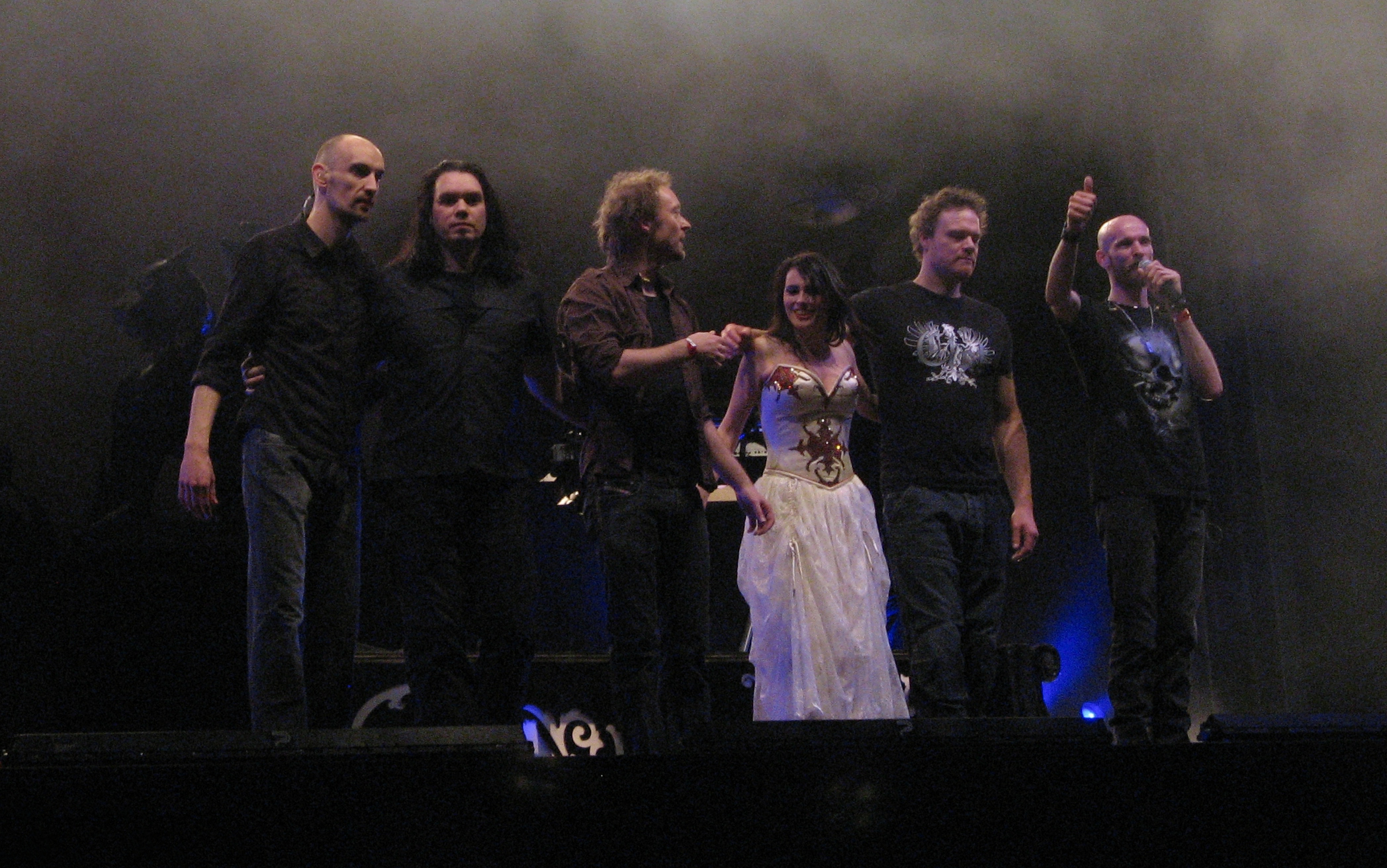
Within Temptation, au festival de libération en 2008.

Les chansons du nouvel album The Heart of Everything sont révélées le 10 janvier 2007. L'album sort le 12 mars 2007 après une année d'enregistrement. Il est commercialisé en Europe par Gun Records, promu internationalement par Roadrunner Records, et sort en juillet 2007 aux États-Unis. Deux des morceaux de l'album sont écrits spécialement pour le jeu vidéo The Chronicles of Spellborn. Roadrunner Records publie également une édition limitée de l'EP The Howling, qui est disponible seulement dans les Hot topic stores, contenant les chansons les plus populaires de leur album précédent. L'album se classe à la première place aux Pays-Bas, arrivant dans le top 100 des albums, ce qui en fait leur deuxième album classé numéro un. Il est également le premier album d'un artiste néerlandais à se classer dans le United World Chart, atteignant la 38e place, en réalisant une vente de 50 000 exemplaires lors de la semaine de sa sortie. Il entre dans le top 10 de huit pays, et dans le top 100 de onze pays. Le premier single qui en est extrait (What Have You Done, un duo avec Keith Caputo de Life of Agony), se classe 7e aux Pays-Bas et 4e en Finlande. La chanson atteint rapidement la première place des charts en Europe et est comparée par les critiques au tube d'Evanescence, Bring Me to Life,. Le clip de la chanson est tourné du 12 au 14 décembre 2006 au Koko Club et au studio CGI à Windsor à Londres, et pour lequel les fans sont invités à apparaitre dans le clip vidéo. Peu de temps après, un nouveau clip pour la chanson est réalisé. La chanson se retrouve dans le jeu vidéo Guitar Hero : World Tour et est présente dans une promotion télévisée d'un épisode de Grey's Anatomy. Le deuxième single, Frozen, sort dans toute l'Europe en juin. Le clip vidéo, filmé en Roumanie, traite de la maltraitance des enfants et les profits des ventes du single sont reversés à l'organisme de bienfaisance pour enfants, Child Helpline International. La version collector du single Frozen contient la chanson Sounds of Freedom, deuxième chanson écrite pour la promotion du jeu The Chronicles of Spellborn. The Howling est choisi comme single unique pour le Royaume-Uni (à ne pas confondre avec la sortie de l'EP pour les États-Unis), et deux clips vidéos sont tournés pour le morceau. Les ballades Frozen, All I Need, Forgiven et la composition rythmique The Howling, reçoivent un soutien radiophonique important et occupent des positions moyennes dans les charts du Benelux,,. La chanson The Truth Beneath The Rose est présente dans les publicités pour la saison 3 des Tudors sur Showtime et All I Need est utilisée dans la série télévisée américaine Vampire Diaries.

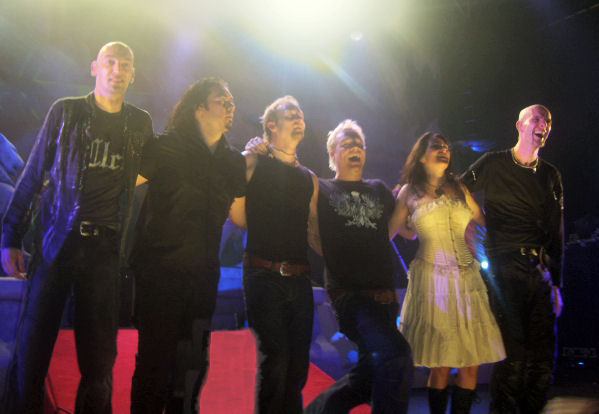
Le line-up le plus long du groupe (de gauche à droite) : Jeroen van Veen, Stephen van Haestregt, Ruud Jolie, Martijn Spierenburg, Sharon den Adel et Robert Westerholt.

Within Temptation commence sa toute première tournée américaine quelques mois après la sortie de The Heart of Everything, en première partie du groupe Lacuna Coil, et accompagne également des groupes comme Stolen Babies, The Gathering et Kylesa. La tournée est une grande réussite. The Heart of Everything est commercialisée aux États-Unis le 24 juillet, et le single promotionnel What Have You Done est envoyé à des radios rock le 2 juillet. Il s'agit du premier album du groupe à paraître en Amérique. Fort de cette commercialisation, Within Temptation décide de commencer sa première tournée américaine à l'automne 2007. Le groupe joue treize concerts pour la tournée, commençant le 5 septembre 2007 à Boston et se terminant le 23 septembre 2007 à Tempe en Arizona. Le 19 octobre 2007, Within Temptation publie la vidéo de leur quatrième single All I Need. Le single sort le 5 novembre en Europe, et contient les versions du single et de l'album de la chanson ainsi que les versions démos de The Last Time, Frozen et Our Solemn Hour. En novembre 2007, le groupe informe que le concert au Beursgebouw, à Eindhoven, aux Pays-Bas, est filmé pour une éventuelle parution en DVD (soit une partie ou la totalité du concert).
Le 7 février 2008, le groupe réalise un concert, avec une salle complète de 10 000 personnes, intitulé Black Symphony à Ahoy aux Pays-Bas avec le Metropole Orchestra, un chœur et plusieurs artistes invités. Il révèle plus tard que ce spectacle sortira dans son intégralité en DVD et Blu-Ray avec un double album. Ce DVD sort à l'international le 22 septembre 2008 et le 23 septembre 2008 aux États-Unis, selon le site officiel du groupe. L'album live est salué par les critiques et est par la suite certifié disque d'or,,. Le trailer officiel du DVD est disponible pour les fans disposant d'un CD Opendisc à partir du 16 juillet 2008. Le 19 novembre 2007 sort une version spéciale de The Heart of Everything contenant un DVD Live enregistré à Tokyo. Au cours de la saison 2008-2009, le groupe se produit beaucoup en Amérique du Sud et en Europe. La série de récitals acoustiques est interrompue en juin 2009 en raison de la naissance du deuxième enfant du couple den Adel Westerholt. À l'automne de la même année, le groupe sort un nouvel album live intitulé An Acoustic Night at the Theatre, qui comprend des versions acoustiques des chansons les plus connues de Within Temptation,. Pour promouvoir l'album, le groupe sort une nouvelle chanson, Utopia, en duo avec Chris Jones. Le single se classe rapidement dans les charts du Benelux et de la Suisse.
Fin 2009, les membres de Within Temptation commencent à écrire de nouvelles chansons pour leur cinquième album studio. En même temps, tout au long de l'année 2010, le groupe joue une nouvelle série de concerts acoustiques en Europe, Le 30 mars 2010, Stephen van Haestregt annonce dans une lettre ouverte qu'il quitte Within Temptation pour se consacrer à son autre groupe, My Favorite Scar, et à la production d'autres artistes au Swamp Studio.

### The Unforgivinget seconde tournée mondiale (2011-2012)

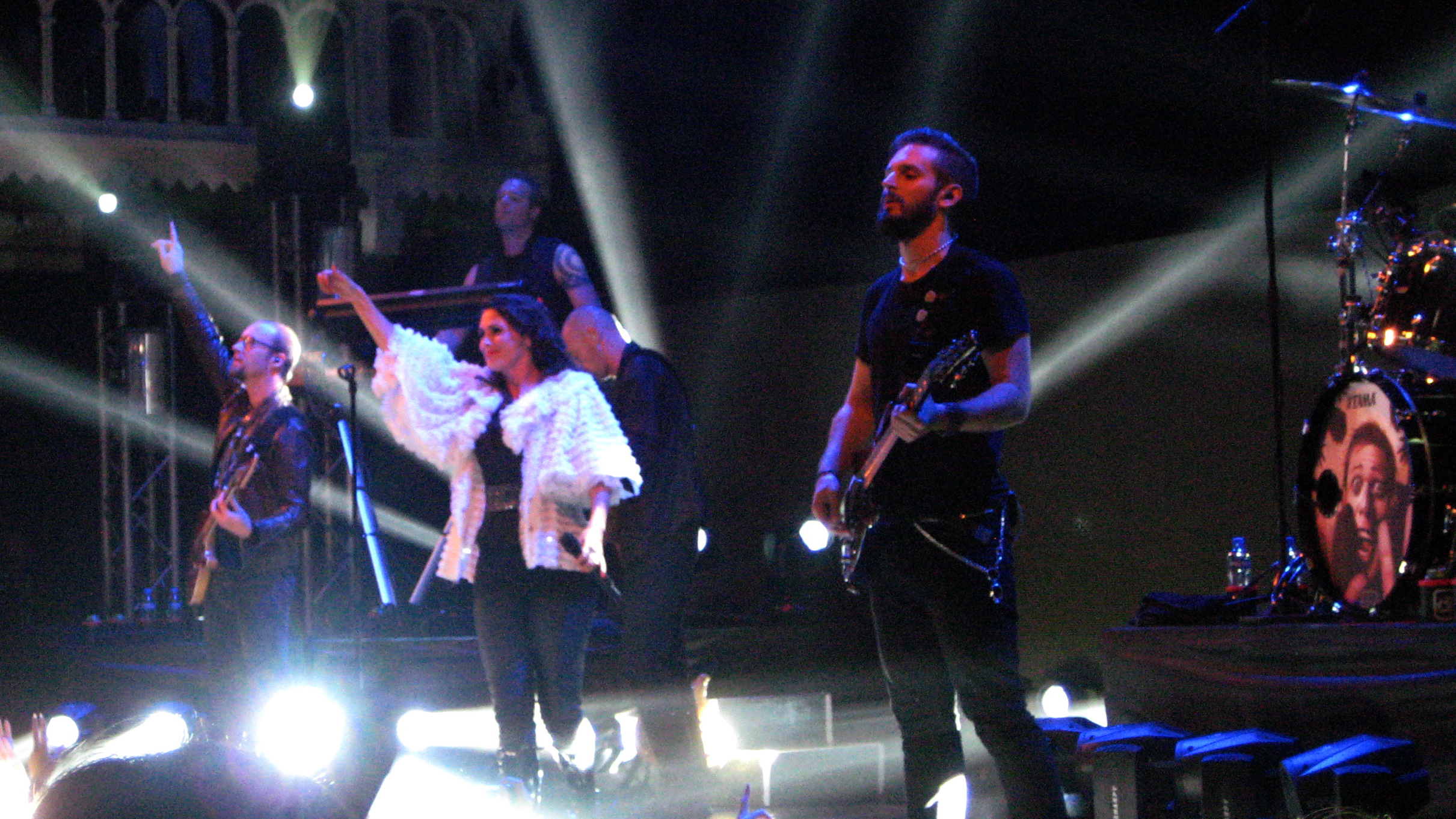
Within Temptation en concert en 2011 au Paradisio lors du The Unforgiving Tour.

Au cours du second semestre de 2010, le groupe enregistre de nouveaux morceaux avec la batteuse suédoise Nicka Hellenberg ; puis en février 2011, annonce l'arrivée de son nouveau batteur, Mike Coolen. Le cinquième album, The Unforgiving, sort fin mars. Il s'agit du premier album-concept du groupe,, sa sortie est soutenue par la sortie d'une bande dessinée et de trois courts métrages. Au même moment, Sharon den Adel donne naissance à son troisième enfant,. Le disque est salué à la fois par les critiques, qui le qualifient de « véritable chef-d'œuvre, un objectif grandiose et épique en termes de son et de style », et par les auditeurs du monde entier. L'album se vend à plus de 100 000 exemplaires au cours des deux premières semaines suivant sa sortie,. La promotion de l'album The Unforgiving se fait par le biais de la sortie de clips vidéos pour les singles Faster, Sinéad et Shot in the Dark, qui sont diffusés sur de nombreuses stations de radios,. Le 10 juin 2011, le titre Sinéad sort, accompagné de trois autres remixes réalisés par trois DJ différents. Pour populariser l'album, le groupe effectue une tournée internationale entre août et novembre 2011.
Pour promouvoir l'album, le groupe participe d'abord au Sziget Festival, suivi le 12 août par le Unforgiving Tour, qui débute au Huntenpop Festival, où le groupe interprète l'intégralité du nouvel album ainsi que d'autres de leurs tubes dans le cadre de l'événement The First Challenge. En août, le groupe participe à plusieurs festivals dont le M'era Luna et le Lowlands qui seront suivis par plusieurs concerts en salles à partir de septembre aux États-Unis et en Europe. En septembre, l'album est certifié disque d'or en Pologne. Le même mois, le groupe annonce que Robert Westerholt, qui souhaite s'occuper de ses trois enfants et écrire de nouveaux morceaux, est remplacé pour les tournées par Stefan Helleblad. Selon l'agrégateur musical Last.fm, qui publie les chiffres de fin d'année, Within Temptation est le 91e artiste le plus écouté au monde, avec 90 000 nouveaux auditeurs. De plus, le groupe se classe dans de nombreux charts et arrive à la 18e place en Russie, à la 23e place en Pologne, à la 41e place en Finlande, à la 56e place en Allemagne, à la 79e place au Brésil et à la 90e place au Chili.

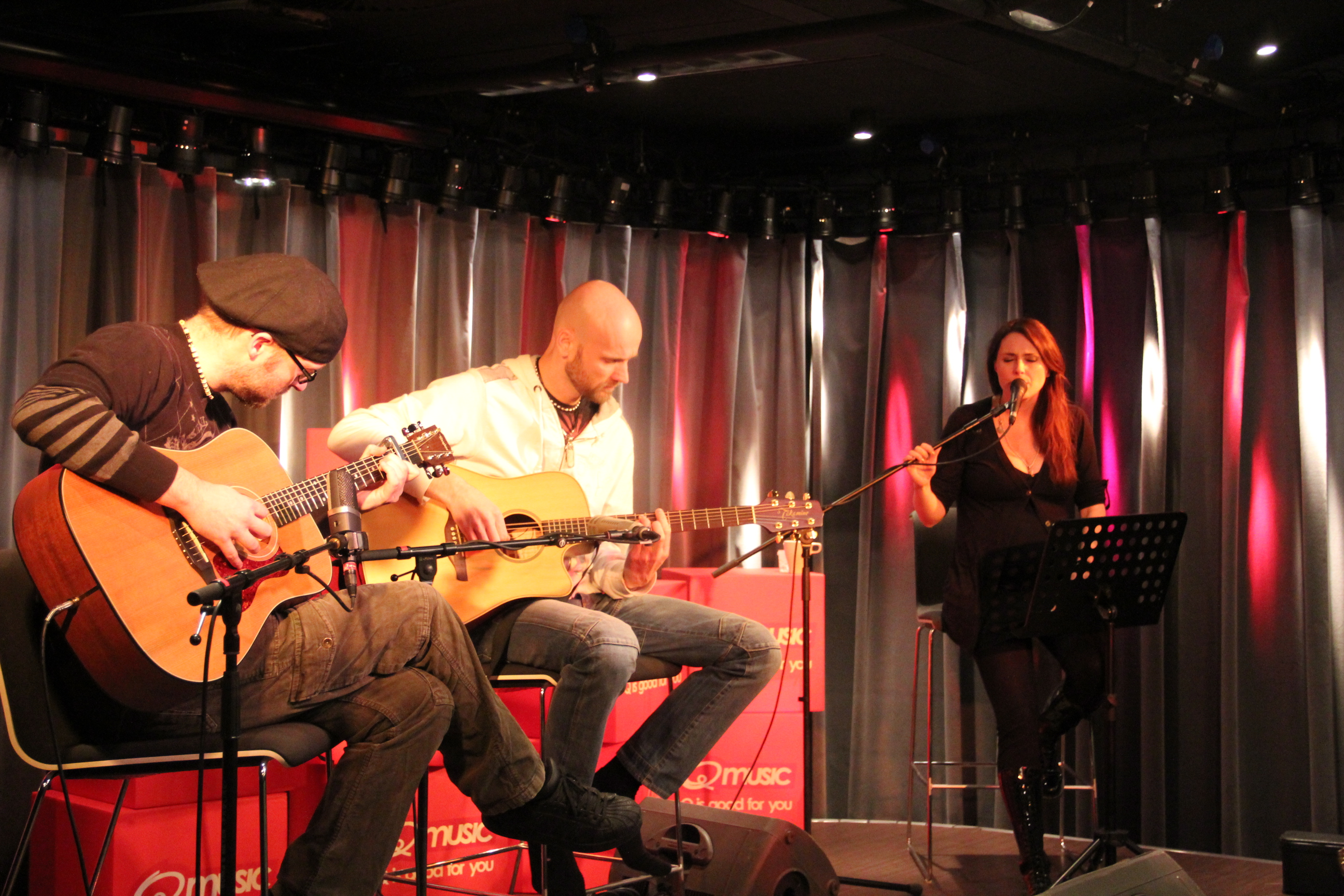
Within Temptation lors d'un concert acoustique à QMusic en 2011.

Début 2012, le groupe poursuit sa tournée en Amérique du Sud en donnant plusieurs concerts au Brésil, au Chili, en Argentine, au Pérou et en Équateur. De retour en Europe, ils programment une tournée semi-acoustique aux Pays-Bas appelée Sanctuary, dans le même genre que leur album live An Acoustic Night at the Theatre durant le mois de mars 2012. Pendant cette tournée ils interprètent plusieurs nouvelles chansons comme Say My Name, The Last Dance, Overcome, Bittersweet et d'autres titres moins populaires comme Restless, Sounds Of Freedom, The Swan Song et Our Farewell,. Le 8 mai 2012, Sharon den Adel et Ruud Jolie participent à des enregistrements pour la De Wereld Draait Door, une émission télévisée néerlandaise, en interprétant une reprise acoustique de Smells Like Teen Spirit de Nirvana. Au cours de l'été 2012, le groupe participe à plusieurs festivals de musique européens tels que le Sonisphere, le Masters of Rock, le Rock Werchter, le Summerbreeze et le Gods of Metal. Pour célébrer leur quinzième anniversaire, Within Temptation joue un concert, appelé Elements, à guichets fermés au Palais des sports d'Anvers, en Belgique. Le groupe est accompagné de Il Novecentro Orchestra ainsi que d'invités spéciaux, dont d'anciens membres,. Toujours dans le cadre de cet anniversaire, Q-Music demande au groupe d'interpréter n'importe quelle chanson dans un « style Within Temptation » une fois par semaine pendant quinze semaines dans le cadre du Within Temptation Friday. Les reprises sont principalement des chansons pop que le groupe reprend de façon rock symphonique. Parmi les chansons interprétées figurent des titres d'Imagine Dragons, de OneRepublic, de Lana Del Rey, de David Guetta et de The Who. À la suite des réactions positives des admirateurs et de l'auditoire de la station de radio, le groupe décide de mettre sur le marché le 19 avril 2013 un album spécial, The Q-Music Sessions, contenant 11 des 15 reprises. Le même jour le groupe publie un clip pour leur reprise de Titanium.

### Hydra(2013-2015)

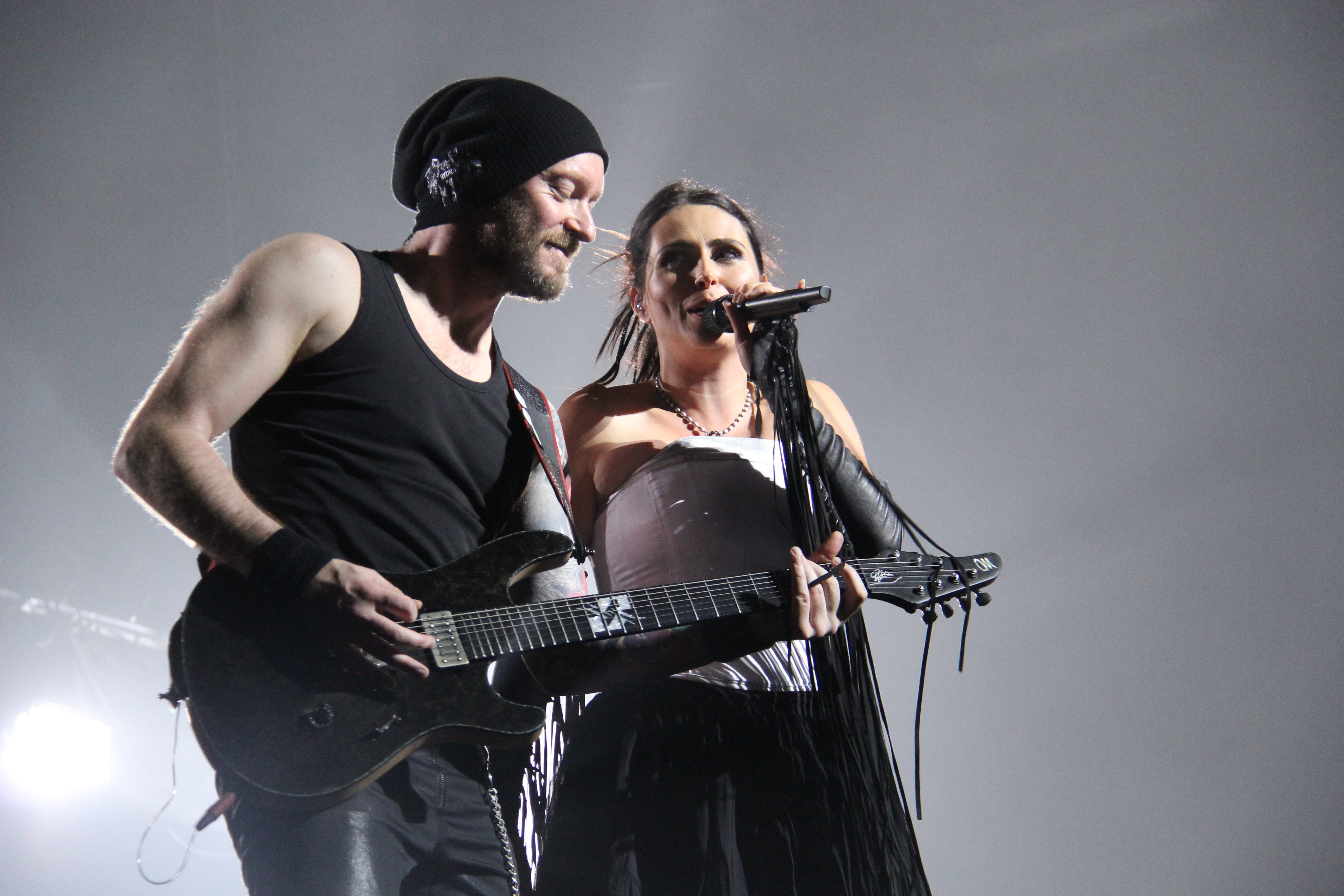
Ruud Jolie et Sharon den Adel au Club Nokia en 2014.

Le groupe commence à écrire leur sixième album début 2012 : les six premières chansons sont écrites au cours du premier semestre. La sortie de l'album est prévue pour septembre par leurs nouveaux labels, BMG et Universal Music pour les Pays-Bas. Le groupe donne plusieurs concerts dans des festivals, comme au Nova Rock, au Gateway Rock et au Greenfield Festival. Le 16 juin, les membres annoncent le début du tournage du premier clip vidéo, Westerholt mentionne en plus que le futur album inclurait du growl. À la mi-mai, le guitariste Jeroen van Veen enregistre les parties de basse pour les cinq premières chansons. Le 12 juillet, le groupe publie un teaser pour la sortie de l'album sans révéler son nom,. Le mois suivant, le groupe annonce le titre du premier single Paradise (What About Us ?), accompagné d'un trailer comprenant les paroles du morceau et un solo de guitare. En Amérique du Nord, l'album sort chez Nuclear Blast ; le président de la société, Monte Conner, déclare : « Il y a très peu de groupes aujourd'hui qui parviennent à sortir des chansons au rythme de Within Temptation. C'est pourquoi ils ont une base mondiale de fans incroyablement fidèle. Je suis ravi qu'ils aient choisi Nuclear Blast Entertainment comme partenaire officiel aux États-Unis ». Pour la sortie au Royaume-Uni, le groupe signe un contrat avec le label Dramatico. Le 26 août, après les enregistrements de la batterie et du chant, commence les enregistrements des guitares.

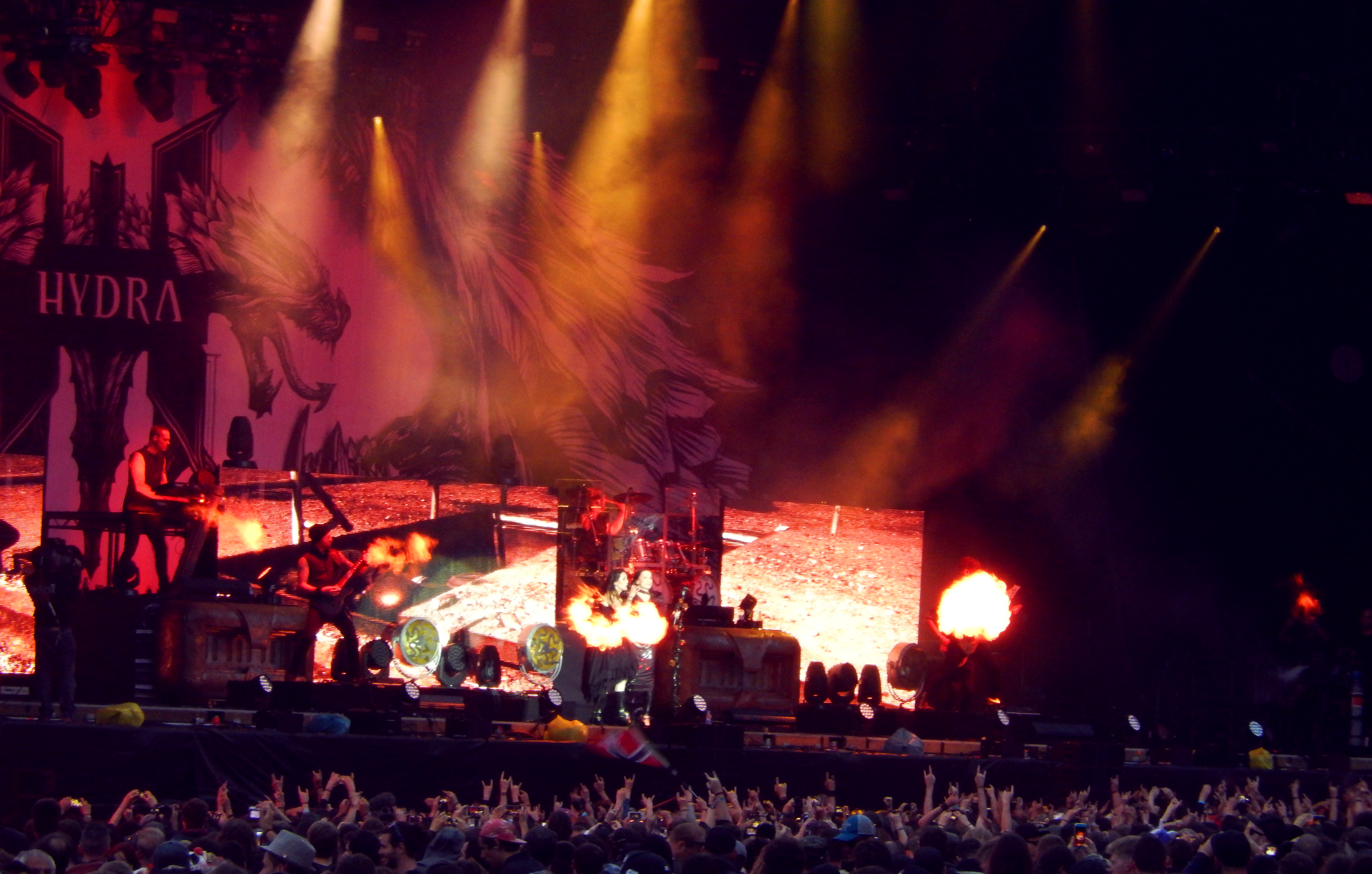
Within Temptation et Tarja Turunen interprétant Paradise (What About Us?) sur la scène du Hellfest en 2016.

Le 30 août, le groupe annonce que le single, Paradise (What About Us?), sera publié sous forme d'un EP éponyme, qui comprendra également trois chansons du prochain album sous forme de démo : Let Us Burn, Silver Moonlight et Dog Days. Le 13 septembre, le groupe annonce que Tarja Turunen, l'ancienne chanteuse de Nightwish, est invitée à chanter sur le nouveau single,. L'EP sort le 27 septembre 2013. Les 25 et 26 octobre, den Adel et Westerholt présentent à la presse le nombre et le nom des chansons provenant de l'album. Le deuxième single promotionnel, Dangerous, sort le 20 décembre, et est un duo avec l'ancien chanteur de Killswitch Engage, Howard Jones. Hydra sort le 31 janvier 2014 en Europe et le 4 février aux États-Unis et au Royaume-Uni, et connait un succès commercial et des critiques positives. L'album entre au Billboard 200 à la vingtième place, culminant à la seizième place, avec plus de 15 000 exemplaires vendus au cours de sa première semaine de sortie. Hydra atteint la première place du classement américain des meilleurs albums de hard rock, et devient l'album du groupe le mieux classé en Autriche, en France, en Allemagne, au Royaume-Uni et en Suisse. En mai 2014, le groupe sort l'EP And We Run en collaboration avec le rappeur Xzibit, qui contient également d'autres chansons inédites de l'album, suivi de la sortie de Edge of The World sur BBC Radio 2 en octobre 2014. En raison du succès de l'album et de la tournée américaine, Nuclear Blast décide de rééditer les albums Enter et The Dance le 10 novembre 2014.
Le 20 février 2014, le groupe entame une tournée européenne pour promouvoir ce nouvel album. La tournée est initialement prévue pour janvier 2014, mais est ensuite reportée afin que le groupe puisse répéter davantage les chansons avant la sortie de l'album. Le groupe organise un concert d'essai à l'Effenaar, à Eindhoven ; les billets se sont tous vendus le jour de la mise en vente,. Le premier concert de la tournée a lieu le 26 février, à Helsinki, en Finlande, la tournée passe principalement en Europe et se poursuit avec de nombreux concerts dans les festivals estivaux. Le succès est au rendez-vous, et plusieurs concerts affichent complet, comme celui donné au zénith de Paris, le 25 avril 2014. Une tournée américaine est prévue pour l'automne 2014 avec pour première partie le groupe Amaranthe. En raison de l'excellent accueil réservé à Hydra aux États-Unis, le groupe décide d'effectuer une nouvelle tournée en Amérique du Nord, allant de la côte ouest à la côte est en passant par douze villes, dont deux au Canada, et compte quelques salles à guichets fermés. À la suite du succès de la tournée européenne et de l'album, Within Temptation annonce une nouvelle tournée exclusivement aux Pays-Bas pour début 2015. Comme lors de l'album The Unforgiving, le groupe joue sur scène ses chansons réarrangées en version acoustique et interprète en live des titres qu'il n'a encore jamais joués.
Fin 2014, et pour couronner le succès de leur tournée européenne, le groupe sort un nouveau DVD live, Let Us Burn. Ce DVD contient deux concerts : le premier filmé lors du show Elements avec un orchestre symphonique pour la célébration des 15 années de carrière du groupe, et le deuxième, filmé au Heineken Music Hall d'Amsterdam, qui est le dernier live clôturant la tournée européenne faite pour la promotion de l'album Hydra. À la fin de la tournée européenne, le groupe recense une audience de plus de 120 000 personnes.

### ResistetWorlds Collide tour(2015-2019)
Le 3 novembre 2017, le groupe change son site web et ses différents réseaux sociaux pour afficher un unique message annonçant une intervention prochaine de Sharon den Adel. Sept jours plus tard, Sharon annonce se lancer dans un projet solo intitulé My Indigo. Ce projet est motivé principalement par les blocages d'inspiration rencontrés par la chanteuse lors de l'écriture d'un nouvel album pour Within Temptation, combinés à quelques problèmes personnels. Elle annonce souhaiter prendre du temps en dehors du groupe pour pouvoir composer pour elle. Plus tard, ses chansons sont publiées via un album. Ce processus a permis à den Adel de retrouver l'inspiration pour écrire de nouveaux morceaux pour le groupe et lancer ainsi le démarrage d'un nouvel album. À la fin du mois de novembre 2017, le groupe annonce une tournée européenne pour fin 2018. Début décembre, prés d'un an avant la tournée, deux dates sont annoncées complètes. La tournée commence avant la sortie de l'album, et voit le groupe jouer les chansons sélectionnées afin de le promouvoir. Fin 2018, les médias néerlandais rapportent que la première étape de la tournée européenne a attiré 125 000 personnes,,.
En juillet 2018, Within Temptation signe un contrat avec Vertigo Records Germany, qui distribue mondialement leur septième album (excepté au Japon). Le premier single de l'album, The Reckoning, en duo avec Jacoby Shaddix, sort le 14 septembre de la même année. Le clip vidéo marque la première nomination du groupe aux Edison Awards depuis 2005. Le deuxième single, Raise Your Banner, un duo avec Anders Fridén, sort le 16 novembre et le troisième single, Firelight, avec Jasper Steverlinck, sort le 23 novembre,. Le quatrième single, In Vain, sort le 11 janvier 2019. Le clip pour la chanson Supernova est publié le 5 février 2019 et une lyrics vidéo pour Mad World est publiée le 15 avril 2019,. L'album, intitulé Resist, est annoncé par le magazine Metal Hammer, et prévu pour le 1er février 2019 à la suite de problèmes de production (la date initiale étant prévue pour le 1er décembre 2018). Resist, contrairement à ses prédécesseurs, se voit être un album engagé et porte un message politique dénonçant la surveillance et l'espionnage des citoyens par les réseaux sociaux, internet et les algorithmes qui nous proposent directement des contenus en choisissant des produits pour nous, venant de ce que nous avons regardé. Den Adel, dans une interview, déclare : « Cela m'effraie un peu car [...] quand on voit la vitesse à laquelle les choses peuvent changer avec l'informatique et les communications, ça peut vite devenir difficile d'échapper à des gens qui ne partagent pas nos opinions. Il y a comme un danger ». La musique du groupe connait un changement radical délaissant les influences symphoniques au profit d'un rock moderne influencé par les musiques électroniques, industrielle, pop et EDM,. L'album se classe numéro 1 en Allemagne, numéro 2 aux Pays-Bas et en 22e place en France,.
Après la sortie de l'album, le groupe repart sur le Resist Tour, donnant quinze concerts en Amérique du Nord. La tournée se poursuit ensuite dans les festivals européens. Pour la saison estivale 2019, le groupe est programmé pour la première fois comme tête d'affiche du Graspop Metal Meeting, l'un des plus grands festivals européens de heavy metal.

Within Temptation au Wacken Open Air 2019
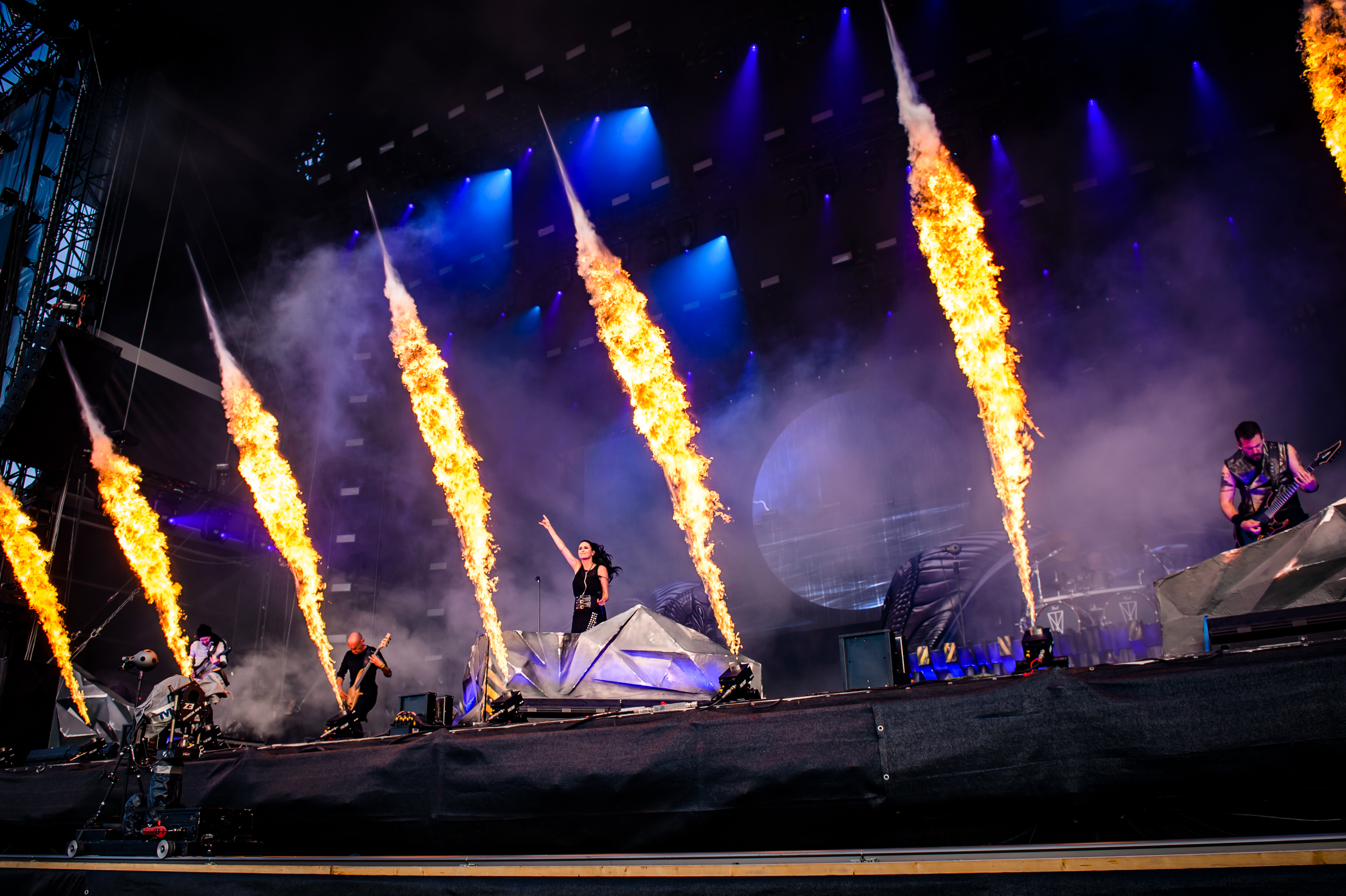
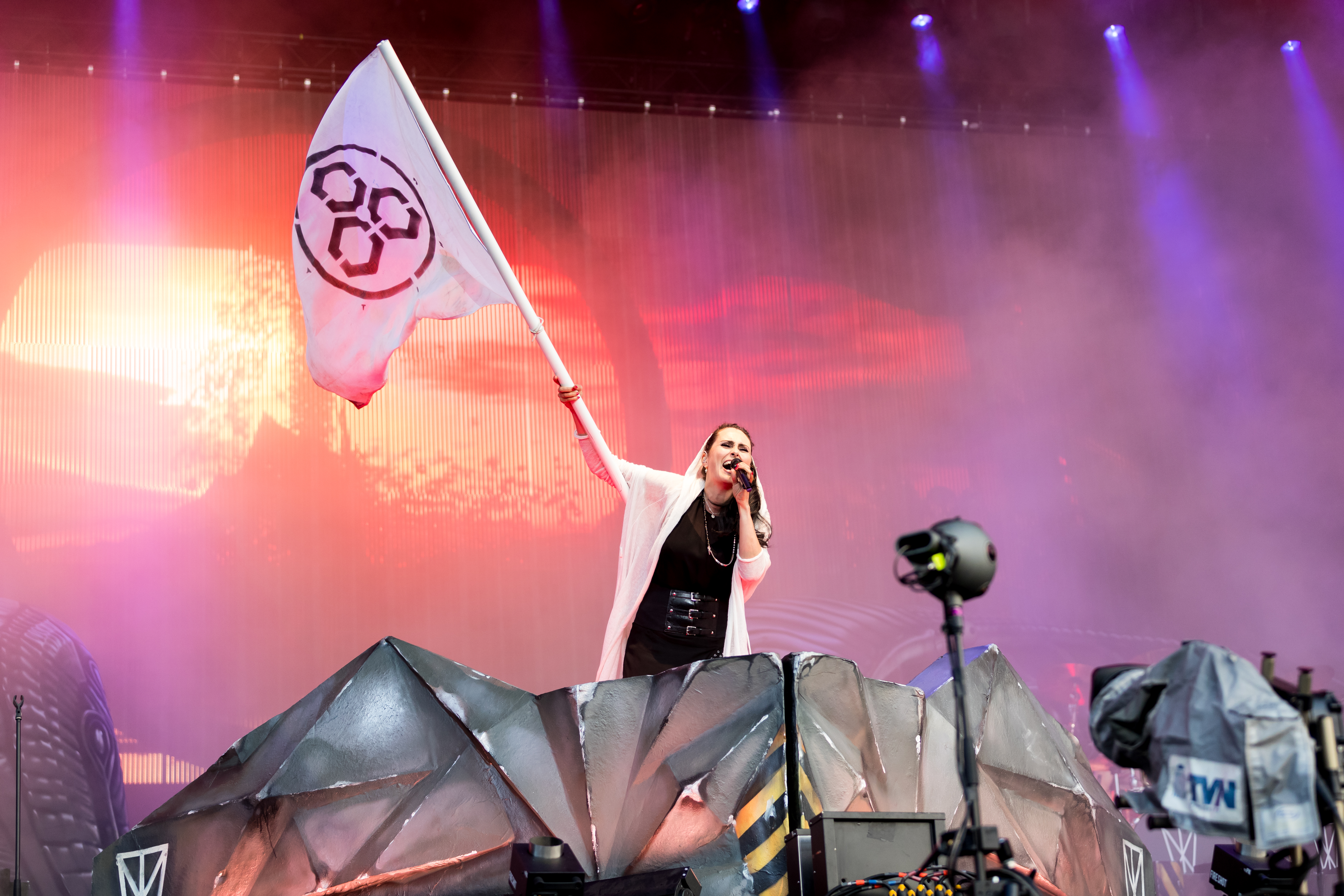
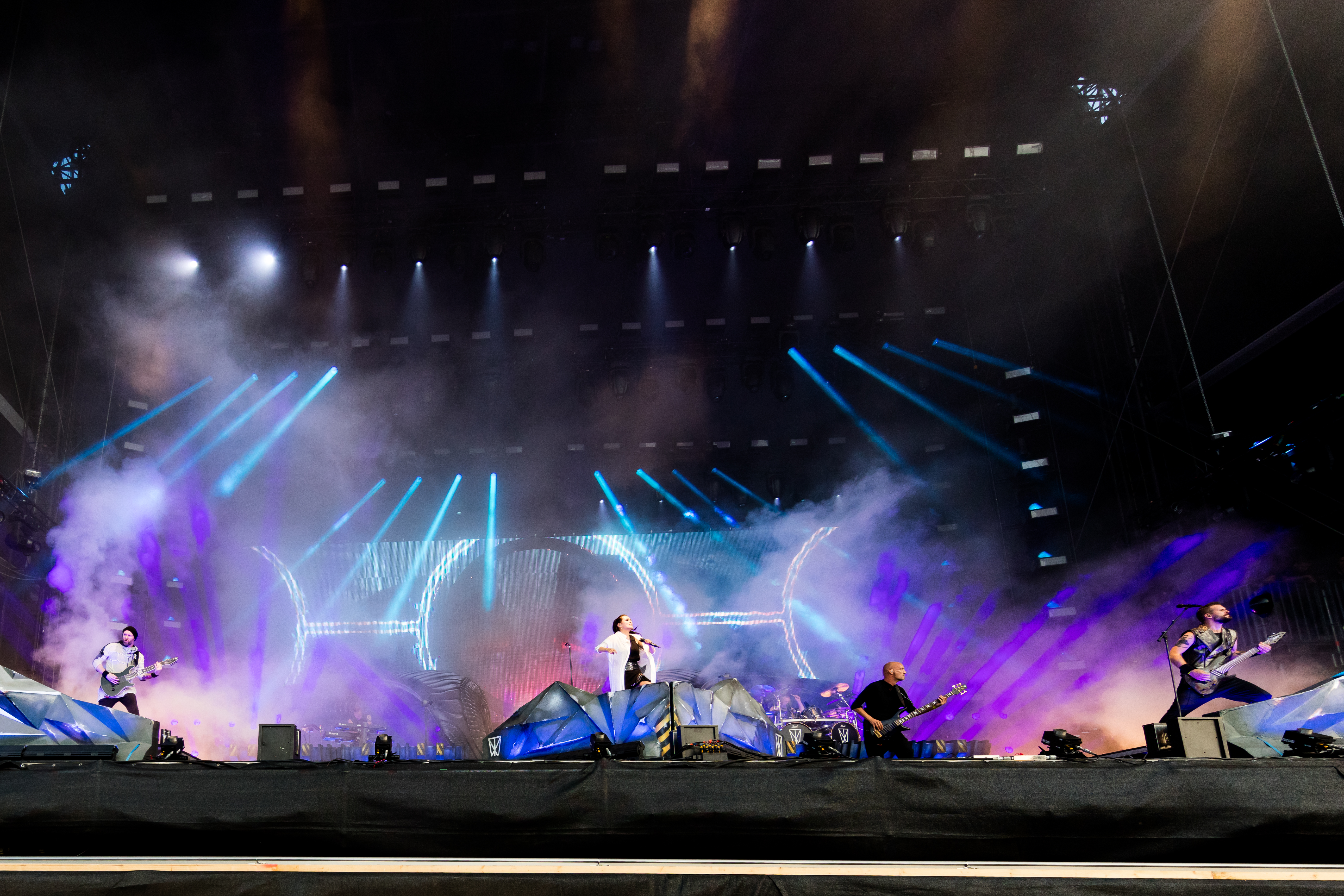

Le 17 septembre 2019, le groupe annonce se lancer dans une tournée en co-têtes d'affiche avec Evanescence en avril et en mai 2020 lors d'une tournée appelée Worlds Collide tour,,. Pour promouvoir la tournée Amy Lee et Sharon den Adel font les couvertures en octobre 2019 des magazines Kerrang et Metal Hammer. En raison de la pandémie de Covid-19, les deux groupes ont du reporter la tournée à septembre 2020, avant de la reporter à nouveau à l'automne 2021,. Mais à cause des incertitudes dues à la situation sanitaire, les deux groupes préfèrent à nouveau reporter la tournée, cette fois pour mars 2022. Pendant l'épidémie, le groupe prend part au mouvement Together at Home, où de nombreux artistes réalisent des concerts en ligne afin d'encourager les gens à rester chez eux et à éviter d'autres contaminations.

### Bleed Out(depuis 2020)

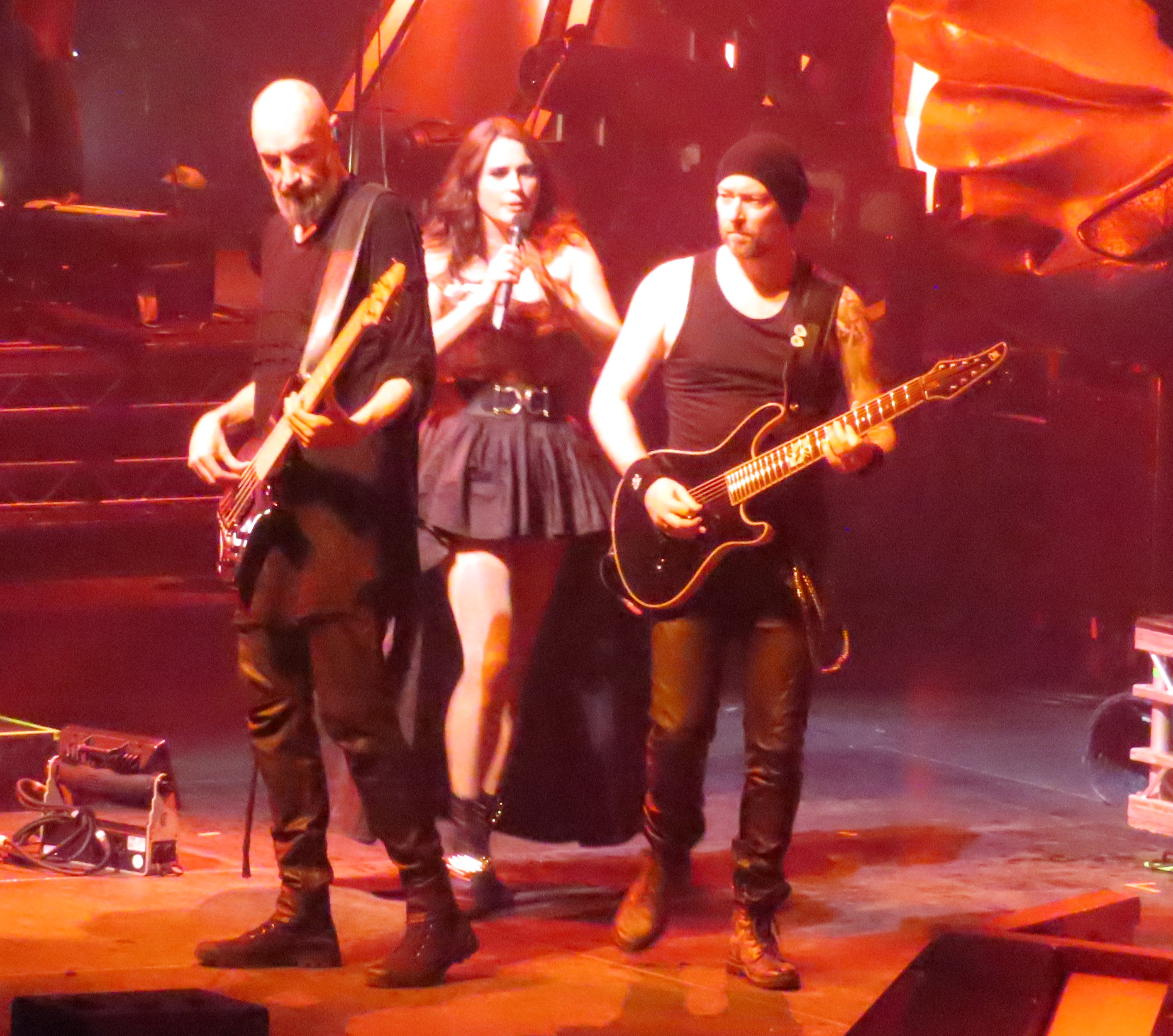
Jeroen van Veen, Sharon den Adel et Ruud Jolie à Londres lors du Worlds Collide Tour en 2022.

Le 30 avril 2020, le groupe annonce la sortie d'un nouveau single appelé Entertain You, prévu pour le 8 mai, et qui sera inclus dans le huitième album en cours de préparation,. Le single sort accompagné d'un clip vidéo et atteint la première place du Billboard Mainstream Rock Indicator, avec une diffusion sur au moins quarante stations de radio. Avec la sortie de Entertain You, Within Temptation annonce devenir indépendant car, avec la société se développant de plus en plus dans le numérique, les chansons du groupe pourront être partagées au public une fois terminées sans contraintes de temps,. Le 20 novembre 2020, sort le clip de The Purge, un nouveau single. La chanson atteint à son tour le Top 20 du Billboard Mainstream Rock Indicator chart et bénéficie d’un écho planétaire. Le 18 février 2021, Sharon den Adel confirme que le groupe travaille à la création de nouveaux titres. Dans une interview avec Audio Ink Radio, la chanteuse confirme que le groupe prévoit de sortir plus de nouveaux morceaux dans les mois à venir et déclare : « Nous n'avons enregistré que deux chansons, et nous avons beaucoup de démos, qui sont très loin d'être abouties, mais nous pouvons les terminer assez rapidement. Nous allons donc commencer par ça — nous allons faire de ces démos de vraies chansons, et finalement, l'année prochaine, nous sortirons quelques morceaux à nouveau. Puis pour terminer, il y aura un album, mais cet album n'est pas encore complet, nous devons commencer à écrire des chansons supplémentaires pour qu'il soit complet ».
Le 1er juin 2021, le groupe annonce sur ces réseaux sociaux créer un événement immersif lors de deux concerts en réalité virtuelle, appelé The Aftermath, les 8 et 9 juillet 2021. Pour ce concert, le groupe veut recréer le dynamisme de leur concert live traditionnel en montrant le groupe jouer dans un univers post-apocalyptique, divisé en quatre mondes différents et avec des invités du monde entier. À la suite de quelque contretemps dû à l'organisation de ses deux concerts le groupe préfère reporter les évènements aux 15 et 16 juillet. En même temps, le groupe annonce la sortie d'un nouveau single, Shed My Skin, pour le 25 juin 2021 en collaboration avec le groupe de metalcore allemand Annisokay,. Le concert présente de nombreux invités comme les deux chanteurs de Annisokay, Rudi Schwarzer et Christoph Wieczorek, le chanteur Jasper Steverlinck. Pour pouvoir permettre à Tarja Turunen de participer à l'évènement, Within Temptation envoie une équipe de tournage en Espagne au domicile de la chanteuse,. Le 13 juillet 2022, le groupe publie Don't Pray For Me son quatrième single indépendant accompagné d'un clip vidéo réalisé par Jeb Hardwick,,. Il est suivi le 9 décembre par The Fire Within, un morceau écrit en 2019,, et le 19 mai 2023 par Wireless, qui est présenté comme « une chanson ardente et lourde qui marque le début d’une nouvelle ère — une ère dans laquelle nous conservons l’ADN de WT, tout en y ajoutant des riffs modernes et explosifs, des breakdowns et des refrains épiques »,.
Le groupe joue en août 2022 en tête d'affiche lors de la première édition de l'Orange Metalic Festival qui a lieu au théâtre antique d'Orange, avant de faire la première partie du Legacy of the Beast World Tour 2022 d'Iron Maiden en octobre. Peu de temps avant les concerts, Within Temptation annonce qu'un personnage appelé « Genesis », influencé par la pochette du single de The Purge, serait intégré au jeu vidéo Iron Maiden: Legacy of the Beast. Puis, après quatre ans de report, le groupe et Evanescence démarrent leur Worlds Collide tour en novembre.

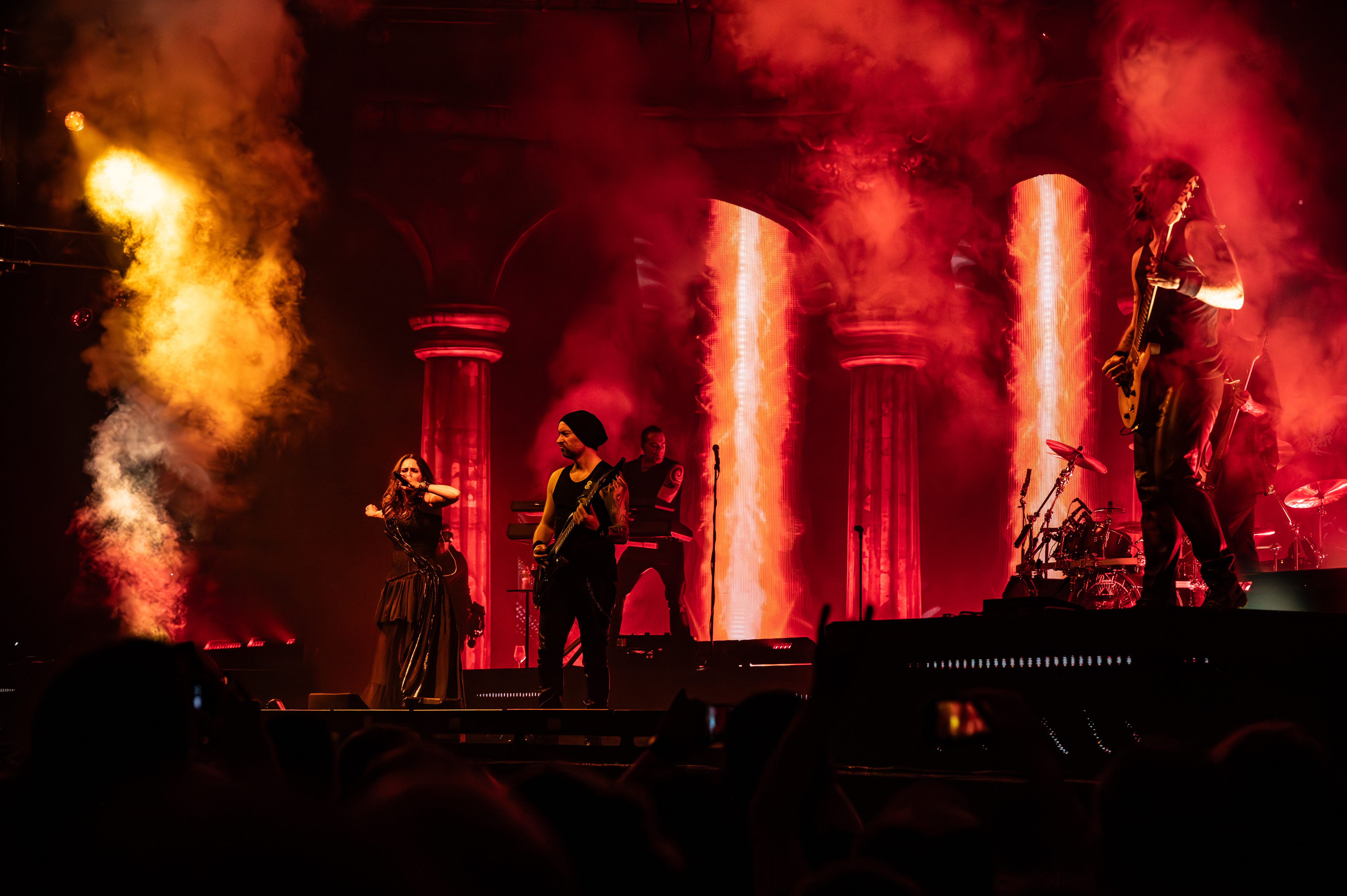
Within Temptation à Barcelone lors du Bleed Out Tour en 2024.

Lors de leur concert au Hellfest 2023, la formation interprète en avant-première un nouveau morceau appelé Bleed Out; la chanson sort sur les plateformes de streaming le 18 août 2023. En même temps, Within Temptation annonce la sortie le 20 octobre 2023 de son nouvel album, portant le même nom que le dernier single, chez Force Music Recordings. Sharon Den Adel déclare que l'album aborde de nombreux thèmes politiques comme la guerre en Ukraine, le droit à l'avortement et le combat pour les droits des femmes en Iran à la suite de la mort de Mahsa Amini,,. Cette nouvelle tournure politique connaît une forte controverse sur les réseaux sociaux auprès de certains fans ce à quoi  le guitariste Robert Westerholt explique qu'en tant qu'artiste ce sont leurs « opinions. C'est la raison d'être de l'art. C'est ce qui le rend intéressant »,. Musicalement, Bleed Out est décrit comme l'album le plus lourd du groupe réalisé à ce jour. Le 29 septembre, le groupe publie le septième single de l'album : Ritual,. Peu de temps avant la sortie de Bleed Out, Within Temptation annonce se lancer fin 2024 dans une grande tournée européenne. L'album remporte en 2024 le prix du « Meilleur album Rock » lors des Edison Award,.
Le groupe montre de nouveau son soutien à l'Ukraine en publiant en avril 2024 le single caritatif A Fool's Parade en collaboration avec Alex Yarmak. Tous les fonds de la chanson sont reversé à l'association Music Saves UA et ce jusqu'à la fin de la guerre. Den Adel se rend à Kiev afin de réaliser le clip de la chanson,,. À l'occasion du Record Store Day, Within Temptation publie l'EP The Artone Sessions qui comprend des reprises acoustiques des titres Ritual, Bleed Out, We Go To War et Faster. Le 21 juin 2024, la formation sort l'album live Worlds Collide Tour – Live in Amsterdam qui comprend un duo avec Amy Lee d'Evanescence sur le titre The Reckoning. Le même mois, après avoir remporté plusieurs prix d'exportation au fil des ans, Within Temptation est honoré par l'organisation néerlandaise Buma Cultuur par un Life Achievement Award. L'organisation déclare que « le groupe a indéniablement fourni un modèle de metal unique, qui a inspiré de nombreuses personnes et apporté au sextuor un succès significatif bien au-delà de son pays d'origine ». En septembre 2024, la formation réalise en collaboration avec le groupe de metal ukrainien Blind8 un single appelé Labyrinth.
Afin de promouvoir l'album, Within Temptation réalise quelques concerts en Amérique latine avant de se lancer en Europe avec le Bleed Out Tour. La tournée comprend la participation sur de nombreuses dates de Tarja Turunen, Annisokay et Alex Yarmak. Le 9 décembre, à la fin de la tournée européenne, Martijn Spierenburg annonce son départ après vingt-quatre ans de carrière avec le groupe.
Le 6 mai 2025, Within Temptation publie sur sa chaîne YouTube The Invisible Force, un documentaire explorant le pouvoir de la musique dans le cas de la guerre en Ukraine, comment celle-ci est utilisée comme moyen de résistance et comment les artistes là-bas continuent de travailler,. Puis le 16 mai, le groupe sort, en collaboration avec la chanteuse ukrainienne Jerry Heil, le single Sing Like A Siren,.

## Style musical
| Audios externes | |
|                 | Enter, et l'album du nom, possède un son proche du metal gothique avec l'utilisation de la technique de la belle et la bête.              |
|                 | Mother Earth, et l'album du même nom, se sépare des éléments gothique du premier album pour laisser place à une musique plus symphonique. |
|                 | Stand My Ground, ainsi que les albums The Silent Force et The Heart of Everything, s'approche d'un metal aux sonorités plus pop-rock.     |
|                 | Sinéad, et The Unforgiven, combine la musique avec la pop des années 80                                                                   |
|                 | Paradise (What About Us?), tiré d'Hydra, combine de nombreux genres musicaux                                                              |
|                 | Supernova marque le changement électronique que le groupe a pris pour son album Resist.                                                   |
|                 | Bleed Out, et l'album du même nom, se tourne vers un metal influencé par le metalcore.                                                    |

Le premier album du groupe, Enter, commercialisé en 1997, est catégorisé par la presse spécialisée en deux sous-genres du heavy metal, le metal gothique et le doom metal,,,,, et est classifié comme du metal gothique symphonique « sombre, lent et atmosphérique ». Il est d'ailleurs comparé à Tristania et Theatre of Tragedy, deux autres groupes du genre. Les riffs de guitare et les claviers sont également félicités, comme pour le duo entre Sharon den Adel et Robert Westerholt. Le critique Jorn van Schaïk conclut sa critique d'Enter en déclarant : « Tout compte fait, en tant que premier album, ce disque démontre l'immense potentiel du groupe ». L'EP qui suit, intitulé The Dance, commercialisé en 1998, est décrit comme « important dans le développement du groupe » et note leur « croissance musicale grandissante tandis qu'ils explorent les paramètres du metal neo-classique orchestral ».
Avec la parution de leur second album, Mother Earth, leur style musical varie considérablement, où Westerholt abandonne les passages vocaux agressifs pendant que den Adel devient la seule à chanter, ce qui mène le groupe à faire paraître des chansons mélodiques aux influences encore plus celtique et folk. La presse spécialisée approuve le changement de direction musicale et explique que « l'album révèle de nouvelles dimensions dans le concept du metal ».
Avec le producteur Daniel Gibson, l'album The Silent Force s'éloigne de la musique metal et se rapproche d'un genre proche du pop-rock ; il est classé comme « très mélodique, entraînant et relaxant », bien que certaines critiques déplorent la direction devenue commerciale du groupe, et les nouveaux éléments de musique électronique, d'autres critiques font l'éloge des « effets électroniques introduits, qui donnent au disque ce côté moderne qui manquait à Mother Earth ».
Avec la parution de The Heart of Everything en 2007, l'avis des critiques divergent quant à la nouvelle direction musicale empruntée par le groupe. Certains déclarent que l'album est mou, trop commercial, et même « bien bâti pour MTV ». D'autres ont fait l'éloge de la nouvelle direction stylistique du groupe et ont catégorisé l'album comme suit : « [c'est un] album serré contenant, dans l'ensemble, une bonne diversité de chansons, de bonnes lignes mélodiques et de bonnes performances vocales ». About.com s'accorde avec ces deux avis en déclarant que « c'est un groupe qui a trouvé l'équilibre optimal entre les éléments du rock commercial, la profondeur et la complexité de la musique classique, et le côté sombre du metal gothique ».
En 2011, le groupe fait paraître leur cinquième album, The Unforgiving, qui représente leur plus grand changement de direction musicale. Malgré le bon accueil de la presse spécialisée, certaines critiques n'acceptent pas le changement ; Q magazine décrit l'album comme un « T'Pau en version metal ». D'autres critiques tournent l'album en dérision : « La combinaison entre le metal gothique et la musique d'ABBA font la musique du nouvel album de Within Temptation ». Hormis cela, certaines critiques approuvent les influences « pop, rock et metal des années 1980 »,.
Le sixième album du groupe, Hydra, varie grandement en matière sonore, comme l'explique Robert Westerholt : « Hydra est un titre parfait pour notre nouvel album, car comme le monstre lui-même, l'album représente les différents aspects de notre musique ». Le magazine américain Aquarian Weekly considère ce titre très approprié et le compare à l'histoire musicale diversifiée du groupe, affirmant qu'ils ont réussi à trouver un équilibre entre tous leurs changements musicaux. Pendant la tournée Hydra, le sextet est également qualifié de « groupe qui défie les stéréotypes ».
Avec Resist le groupe marque un tournant dans sa musique. Les influences symphoniques qui faisaient le succès du groupe sont délaissées pour laisser place à de la musique plus moderne comme de l'électronique, de l'électronic dance music, de l'industrielle avec des influences pop et rap. Selon den Adel, sans Resist, Within Temptation n'existerait plus.
Bleed Out marque la parution de l'album le plus « lourd » de la carrière de Within Temptation,. Den Adel déclare que celui-ci s'imprègne du metalcore de Annisokay, de Bad Omens et de Sleep Token, tout en intégrant des éléments éléctroniques et symphoniques,. L'album, suivant la lignée de celle écrite pour Resist, se caractérise aussi par des « paroles plus franches, plus sombres, plus directes et plus urgentes que celles que vous avez déjà entendues de leur part ». À la suite du développement des plateformes de streaming qui permet de diffuser du contenu musical plus rapidement, Within Temptation déclare que Bleed Out « sera [leur] dernier disque « traditionnel » ».

## Membres

### Membres actuels
- Sharon den Adel : chant (depuis 1996)
- Robert Westerholt : guitare rythmique, grunts (depuis 1996, en studio uniquement depuis 2011)
- Jeroen van Veen : basse (depuis 1996)
- Ruud Jolie : guitare solo, guitare rythmique (depuis 2001)
- Mike Coolen : batterie (depuis 2011)
- Stefan Helleblad : guitare rythmique, guitare lead (depuis 2011)
- Vikram Shankar : claviers (depuis 2025, en concert uniquement)

| Sharon den Adel | Ruud Jolie | Stephen Helleblad | Jeroen van Veen | Mike Coolen | Robert Westerholt | Vikram Shankar |
| Sharon den Adel | Ruud Jolie | Stephen Helleblad | Jeroen van Veen | Mike Coolen | Robert Westerholt | Vikram Shankar |

### Anciens membres
- Martin Westerholt : clavier (1996-2001)
- Jelle Bakker : guitare (2001-2002)
- Michiel Papenhove : guitare (1996-2001)
- Stephen van Haestregt : batterie (2002-2010)
- Ivar de Graaf : batterie (1996-1998, 1999-2001)
- Ciro Palma : batterie (1998-1999)
- Dennis Leeflang (en) : batterie (1996)
- Richard Willemse : batterie (1996)
- Martijn Spierenburg : claviers (2001-2024)

## Discographie

### Albums studio
- 1997 : Enter
- 2001 : Mother Earth
- 2004 : The Silent Force
- 2007 : The Heart of Everything
- 2011 : The Unforgiving
- 2014 : Hydra
- 2019 : Resist
- 2023 : Bleed Out

### EPs
- 1998 : The Dance
- 2007 : The Howling
- 2011 : Sinéad, The Remixes
- 2013 : Paradise (What About Us?)
- 2014 : And We Run
- 2024 : The Artone Sessions

### Albums live/DVDs
- 2003 : Mother Earth Tour
- 2005 : The Silent Force Tour
- 2008 : Black Symphony
- 2009 : An Acoustic Night at the Theatre
- 2014 : Let Us Burn - Elements and Hydra Live in Concert
- 2024 : Worlds Collide Tour – Live in Amsterdam

### Compilation
- 2013 : The Q-Music Sessions

## Vidéographie

### Clips
- 1998 : The Dance, tiré de The Dance
- 2002 : Mother Earth, tiré de Mother Earth, réalisé par Patric Ullaeus
- 2003 : Ice Queen, tiré de Mother Earth, réalisé par Patric Ullaeus (2 versions)
- 2003 : Running Up That Hill
- 2004 : Stand My Ground, tiré de The Silent Force
- 2005 : Memories, tiré de The Silent Force
- 2005 : Angels, tiré de The Silent Force
- 2006 : The Howling, tiré de The Heart of Everything (2 versions)
- 2007 : What Have You Done, feat Keith Caputo, tiré de The Heart of Everything (2 versions)
- 2007 : Frozen, tiré de The Heart of Everything
- 2007 : All I Need, tiré de The Heart of Everything
- 2009 : Utopia, tiré de A Acoustic Night At The Theater
- 2011 : Faster, tiré de The Unforgiving
- 2011 : Sinéad, tiré de The Unforgiving
- 2011 : Shot In The Dark, tiré de The Unforgiving
- 2013 : Paradise (What About Us?) feat Tarja, tiré d'Hydra
- 2013 : Dangerous feat Howard Jones, tiré d'Hydra
- 2013 : Whole world is watching avec Dave Pirner, tiré d'Hydra, réalisé par Patric Ullaeus
- 2014 : And We Run feat Xzibit, tiré d'Hydra
- 2014 : Whole world is watching avec Piotr Rogucki, tiré d'Hydra, réalisé par Patric Ullaeus
- 2018 : The Reckoning feat Jacobby Shaddix, tiré de Resist
- 2018 : Raise Your Banner feat Anders Fridén, tiré de Resist
- 2019 : Supernova, tiré de Resist
- 2020 : Entertain You
- 2020 : The Purge
- 2021 : Shed My Skin, tiré de The Aftermath
- 2022 : Don't Pray For Me, tiré du single du même nom, réalisé par Jeb Hardwick
- 2022 : The Fire Within, tiré du single du même nom, réalisé par Set Vexy, à partir d'extraits captés durant la tournée avec Evanescence
- 2023 : Wireless, tiré de l'album Bleed Out, créé par Adriano Theel de Titanfilmmedia.de
- 2023 : Bleed Out, tiré de l'album éponyme
- 2023 : Ritual, tiré de l'album Bleed Out
- 2024 : A Fool's Parade avec la participation d'Alex Yarmak, réalisé en Ukraine par Indy Hait
- 2025 : Sing Like A Siren avec la participation de Jerry Heil

### Clips lyriques
- 2018 : Raise Your Banner avec Anders Fridén, tiré de l'album Resist, dirigé par Scott Kennedy
- 2018 : The Reckoning avec Jacoby Shaddix, tiré de l'album Resist, dirigé par Scott Kennedy
- 2019 : In Vain, tiré de l'album Resist, dirigé par Scott Kennedy
- 2019 : Mad World, tiré de l'album Resist, dirigé par Scott Kennedy

## Tournées
| Année(s)    | Nom                                | Dates | Tournée internationale | Photos | Album(s) soutenu(s)     | Commentaire |
| ----------- | ---------------------------------- | ----- | ---------------------- | ------ | ----------------------- | ----------- |
| 2000 - 2003 | Mother Earth Tour                  | 26    | Non                    |        | Enter Mother Earth      |             |
| 2004 - 2006 | The Silent Force Tour              | 70    | Non                    |        | The Silent Force        |             |
| 2007 - 2008 | The Heart of Everything World Tour | 147   | Oui                    |        | The Heart of Everything |             |
| 2011 - 2013 | The Unforgiving Tour               | 111   | Oui                    |        | The Unforgiving         |             |
| 2012        | Sanctuary                          | 17    | Non                    |        |                         |             |
| 2014 - 2016 | Hydra World Tour                   | 136   | Oui                    |        | Hydra                   |             |
| 2018 - 2019 | The Resist Tour                    | 78    | Non                    |        | Resist                  |             |
| 2022        | Worlds Collide Tour                | 19    | Non                    |        |                         | [ com 1 ]   |
| 2024        | Bleed Out Tour                     | 40    | Non                    |        | Bleed Out               | [ com 2 ]   |

## Distinctions

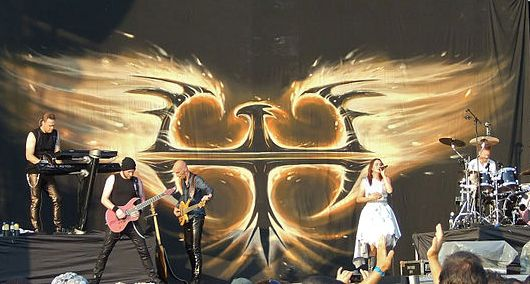
Durant sa carrière, Within Temptation remporte de nombreuses récompenses permettant d'augmenter la popularité du groupe.

### Récompenses
- 2002 : Harpe d'argent
- 2002 : TMF Awards (Pays-Bas) - Groupe le plus prometteur
- 2002 : TMF Awards (Belgique) - Meilleur groupe rock international
- 2003 : Edison Music Awards - pour le meilleur DVD live Mother Earth Tour
- 2003 : Conamus - Prix de l'exportation 2003
- 2004 : Conamus - Prix de l'exportation 2004
- 2005 : Edison Music Awards - meilleur groupe
- 2005 : TMF Awards (Nederland) - Meilleur groupe rock international
- 2005 : Popprijs
- 2005 : Conamus - Prix de l'exportation 2005
- 2005 : World Music Award - Meilleur artiste néerlandais 2005
- 2006 : 3FM Awards - Meilleur artiste rock
- 2006 : Golden God (meilleure vidéo : Angels)
- 2006 : Stichting Buma Cultuur - prix de l'exportation 2006
- 2007 : 3FM Awards - meilleur artiste rock
- 2007 : TMF Awards (België) - Meilleur live à l'international
- 2007 : TMF Awards (Nederland) - Meilleur live
- 2007 : TMF Award (NL) - meilleure vidéo
- 2007 : MTV Europe Music Awards - meilleur groupe néerlandais et belge
- 2007 : World Music Awards - meilleur groupe néerlandais 2007
- 2009 : Harpe d'argent
- 2009 : 3FM Awards - meilleur artiste live
- 2009 : Female Metal Voices Fest Awards - meilleur album pour The Heart of Everything
- 2011 : Loudwire - déesse du rock (Sharon)
- 2011 : Loudwire - meilleur artiste de l'année 2011 et meilleur album rock
- 2014 : Loudwire - déesse du rock (Sharon)
- 2014 : Metal Hammer Awards - meilleure performance live
- 2015 : Loudwire - déesse du rock (Sharon)
- 2016 : Buma Export Awards
- 2024 : Edison Awards - Meilleur album Rock
- 2024 : Life Achievement Award

### Nominations
- 2005 : MTV Europe Music Awards - meilleur groupe/artiste néerlandais et belge
- 2009 : 3FM Awards - meilleur groupe rock
- 2011 : 3FM Awards - meilleure groupe
- 2011 : Festival du film néerlandais - meilleur clip d'un groupe pour Faster et Sinéad et meilleur court métrage d'un groupe pour Mother Maiden, Sinéad et Triplets.
- 2012 : 3FM Awards - meilleur groupe/artiste rock
- 2012 : Female Metal Voices Fest Awards - meilleur album et meilleur pochette d'album
- 2014 : World Music Awards - meilleur album, meilleur groupe et meilleur artiste live
- 2014 : Golden Gods - meilleur groupe international
- 2014 : AIM Awards - album de l'année
- 2014 : Metal Hammer Awards - meilleur album
- 2014 : Bandit Rock - meilleur album

### Certifications

#### Disques d'or
- Album Mother Earth, 2001
  - Disque d'or en Belgique (25 000 albums vendus)
  - Disque d'or en Finlande (10 000 albums vendus)
  - Disque d'or en Allemagne (100 000 albums vendus)
  - Disque d'or en Espagne (20 000 albums vendus)
  - Disque d'or en Belgique pour le single Ice Queen (25 000 albums vendus).
  - Disque d'or aux Pays-Bas pour le single Ice Queen (40 000 albums vendus).

- Album The Silent Force, 2004
  - Disque d'or au Portugal (20 000 albums vendus)
  - Disque d'or en Belgique (25 000 albums vendus)
  - Disque d'or en Finlande (18 824 albums vendus)
- Album The Heart of Everything, 2007
  - Disque d'or aux Pays-Bas (35 000 albums vendus)
  - Disque d'or en Belgique (20 000 albums vendus)
  - Disque d'or en Russie (5 000 albums vendus)
  - Disque d'or en Allemagne (100 000 albums vendus)
- Album Black Symphony, 2008
  - Disque d'or aux Pays-Bas (30 000 albums vendus)
- Album The Unforgiving, 2011
  - Disque d'or en Pologne (10 000 albums vendus)

#### Disques de platine
- Album Mother Earth, 2001
  - Disque de platine aux Pays-Bas (80 000 albums vendus)

- Album The Silent Force, 2004
  - Double disque de platine aux Pays-Bas (160 000 albums vendus)

#### Disques d'argent
- Album The Heart of Everything, 2007
  - Disque d'argent au Royaume-Uni (60 000 albums vendus)